# Кравчик камбоджійський
Кра́вчик камбоджійський (Orthotomus chaktomuk) — вид горобцеподібних птахів родини тамікових (Cisticolidae). Ендемік Камбоджі.

## Опис
Довжина птаха становить 11-12 см, вага 6-8 г. Верхня частина голови руда, обличчя світло-сіре, верхня частина тіла темно-сіра. Нижня частина тіла біла, на горлі і верхній частині грудей нечітка чорна пляма. Дзьоб сірувато-рожевий, знизу світліший, райдужки оранжеві.

## Поширення і екологія
Камбоджійські кравчики мешкають в заплавах річок Тонлесап, Меконг і Бассак. Вони живуть в густих вологих чагарникових заростях висотою 2-6 м, на висоті від 3 до 25 м над рівнем моря. Не спостерігалися в лісах. Зустрічаються парами або невеликими сімейними зграйками. Живляться комахами і павуками.

## Відкриття
Камбоджійські кравчики були відкриті у 2009 році у Пномпені, столиці Камбоджі, під час перевірки на пташиний грип. У 2013 році вид був науково описаний. Видова назва chaktomuk походить від слова кхмер. ចតុមុខ, що дослідно означає "чотири обличчя" і відноситься до місця злиття річок Тонслесап, Меконг і Бассак поблизу Пномпеня. 

## Збереження
МСОП класифікує стан збереження цього виду як близький до загрозливого. Камбоджійським кравчикам загрожує знищення природного середовища.